# Lili (film din 1953)

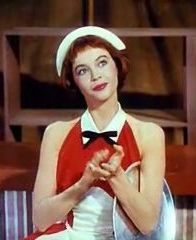
Leslie Caron într-o scenă din film

Lili (titlul original: în engleză Lili) este un film de dragoste american, realizat în 1953 de regizorul Charles Walters, 
după o povestire de Paul Gallico, protagoniști fiind actorii Leslie Caron, Mel Ferrer, Jean-Pierre Aumont și Zsa Zsa Gabor. 

## Rezumat
Lili Daurier, o tânără orfană de 16 ani în căutarea unui loc de muncă, ajunge într-un parc de distracții dintr-un oraș francez. Naivitatea ei și imaginația ei de adolescentă, o fac să se îndrăgostească de Marc, atrăgătorul magician. Lili își ia o slujbă ca chelneriță pentru a putea rămâne în apropierea lui, dar când în loc să muncească merge la spectacolul de magie, este concediată. 
Fără speranță și cu inima frântă, Lili decide să se sinucidă. Păpușarul târgului împiedică acest lucru, angajând-o într-o conversație la scena lui cu păpuși. Dar nu vorbește el însuși, ci își lasă păpușile să vorbească cu Lili. Un grup de muncitori vine și se distrează să o vadă pe Lili, care în situația ei, aparent nici nu vrea să remarce că păpușile sunt coordonate de un om, iar ea vorbește și cântă cu ele. După ce cortina a căzut, păpușarul îi oferă un loc în spectacolul său.
Păpușarul este un om amărât. O rană la picior din timpul războiului i-a ruinat cariera de dansator. Se îndrăgostește de Lili și își arată sentimentele prin păpușile sale. Dar Lili nu observă acest lucru și încearcă să se întoarcă la magician. Într-o seară, păpușarul beat se întoarce la rulota pe care o împarte cu Lili și asistenții lui și se lovește de perete cu piciorul lui rănit. Lili îl îngrijește și drept răsplată, capătă o privire drăgăstoasă care o îngrijorează. Păpușarul încearcă să afle ce vrea Lili, dar aceasta are ochi doar pentru un afiș cu spectacolul magicianului. Păpușarul este dezamăgit și fără speranță.
Lili află că magicianul doar s-a jucat cu ea și că este căsătorit cu asistenta sa Rosalie. Cere ajutor prietenilor ei păpușiile, care îi spun să uite de magician. Lili a văzut întotdeauna păpușile ca fiind reale, care au ajutat-o foarte mult și pe care le iubește. Ea încearcă să îmbrățișeze păpușile și descoperă în spatele lor pe păpușar. Enervată, Lili recunoaște că a uitat mereu că în spatele păpușilor se află o persoană. Păpușarul îi spune că în fiecare păpușă există o bucată din sufletul lui. 
Lili părăsește târgul. Pe drum, un drum de țară singuratic, ea își imaginează că dansează cu fiecare dintre păpuși, care acum sunt de mărimea unui om. Fiecare păpușă apoi se transformă în păpușar și se estompează în imaginația sa. Lili realizează că prietenia sa cu păpușile, reflectă prietenia ei cu păpușarul. Când ultima păpușă din mintea ei devine păpușar, ea îl ține strâns și cei doi merg pe drum mână în mână. Când Lili se trezește la realitate, se întoarce în fugă la târg unde păpușarul o așteaptă și cei doi se îmbrățișează. Păpușile, îi privesc pe amândoi și îi aplaudă bucuroase.

## Distribuție
- Leslie Caron – Lili Daurier
- Mel Ferrer – Paul Berthalet
- Jean-Pierre Aumont – Marc
- Zsa Zsa Gabor – Rosalie
- Kurt Kasznar – Jacquot
- Amanda Blake – Peach Lips
- Alex Gerry – proprietarul
- Ralph Dumke – domnul Corvier
- Wilton Graff – domnul Tonit
- George Baxter – domnul Enrique

## Coloana sonoră
- Hi-Lili, Hi-Lo – muzica de Bronislau Kaper, textul de Helen Deutsch, interpretată de Leslie Caron (nemenționat) și Mel Ferrer (nemenționat)

## Aprecieri
„ Musical exemplar în genul său, străbătut de un inefabil fior de tandrețe. „Hi-Lili, Hi-Lo” – șlagărul filmului, a fost fredonat de câteva generații.”— Tudor Caranfil ,  Dicționar universal de lungmetraje cinematografice

## Premii și nominalizări
- Festivalul de la Cannes 1953 : 
  - Premiul Internațional de Film de Divertisment lui Charles Walters[2]
- În 1954 filmul a fost premiat la categoria Cea mai bună coloană sonoră (Bronisław Kaper).
- Nominalizări:
  - Cel mai bun regizor – Charles Walters
  - Cea mai bună actriță – Leslie Caron
  - Cel mai bun scenariu adaptat – Helen Deutsch
  - cea mai bună imagine – în culori – Robert H. Planck
  - cele mai bune decoruri – în culori – Cedric Gibbons, Paul Groesse, Edwin B. Willis, Arthur Krams
- 1954 – Cea mai bună actriță pentru Leslie Caron
- Globul de Aur 1954 – Premiul Globul de Aur pentru cel mai bun scenariu pentru Helen Deutsch